# Prima Divisione
La Prima Divisione era il nome dato, nel corso degli anni venti e fino al 1926, al massimo campionato italiano di calcio.
Il torneo ebbe anche edizioni successive, ma con un continuo declassamento e snaturamento del concetto originario della competizione, scendendo progressivamente dal secondo al quarto livello del calcio italiano, fino alla sua definitiva scomparsa nel 1959.

## Storia

### Origini

Vittorio Pozzo, l'ideatore della nuova competizione.

Fu istituito nel 1921 in seguito alla scissione fra la FIGC e le maggiori società dell'epoca che avevano costituito una propria associazione privata, la CCI. Il campionato italiano di Prima Categoria infatti, disputato ad inizio secolo da poche squadre dell'Italia nord-occidentale, si era poi ingrandito fino ad arrivare, nel 1920, alla cifra-record di 88 partecipanti complessive. Le maggiori formazioni, interessate ad un torneo più elitario, accolsero con entusiasmo un piano volto in tal senso presentato nell'estate del 1921, ma tale progetto fu respinto dalle piccole società, causando dunque la spaccatura della Federazione.
Nel 1922 si disputarono così due campionati, la Prima Categoria FIGC vinta dalla sorprendente Novese e la Prima Divisione CCI vinta da una Pro Vercelli giunta al canto del cigno. Dopo un anno tuttavia, consci dell'insostenibiltà della situazione, i dirigenti delle due organizzazioni addivenirono ad un accordo per la riunificazione del campionato che, dopo un anno di transizione, ritornò alla formula ideata da Vittorio Pozzo, ma finalmente sotto le insegne della FIGC.
Nel 1923 e nel 1924 il Genoa completò la sua epopea vincendo i suoi due ultimi titoli e facendo in tempo a divenire la prima società a fregiarsi dello scudetto. La riforma del 1922 aveva definitivamente cambiato il calcio italiano, che si avviava verso il professionismo, chiudendo le porte alle provinciali e a molte Grandi di inizio secolo. Nuove forze facevano irruzione nel campionato.

### Le sfide tra piemontesi, genoani e bolognesi
Il 24 luglio 1923 fu una data storica per il calcio italiano, poiché l'elezione di Edoardo Agnelli alla presidenza della Juventus segnò l'ingresso della potentissima famiglia torinese proprietaria della FIAT nelle vicende del campionato. Gli abbondanti capitali di Casa Agnelli fecero rifiorire il sodalizio bianconero, in gravissima crisi dai tempi della scissione che aveva fatto nascere il Torino, e lo portarono nel giro di tre decenni a diventare la più titolata squadra italiana.

Il Bologna scudettato nel 1925.

Nel frattempo però nacque anche l'astro del Bologna che, sospinto dalle reti del bomber Angelo Schiavio, raggiunse lo scudetto nel 1925 dopo un'interminabile e polemicissima serie di finali contro i genoani, segnate da gravi disordini di ordine pubblico che sfociarono addirittura in scontri con colpi di armi da fuoco.
Con la prima storica Grande del campionato definitivamente avviata sul viale del tramonto, le due nuove Potenze del torneo si ritrovarono a contendersi direttamente fra loro la vittoria l'anno successivo, e stavolta a prevalere furono i bianconeri che si aggiudicarono il loro secondo scudetto a ventun anni di distanza dal primo.
Nell'estate del 1926 con la Carta di Viareggio il governo fascista riorganizzò il campionato abolendo la divisione fra Nord e Sud, inaccettabile dal punto di vista degli ideali nazionalistici del regime. Le vecchie Leghe Nord e Sud vennero di conseguenza smantellate: diciassette formazioni provenienti dall'ex Lega Nord e tre formazioni provenienti dall'ex Lega Sud, l'Alba Roma, la Fortitudo Roma e il Napoli, furono iscritte alla nuova Divisione Nazionale che apriva ufficialmente le porte al professionismo.

## Struttura
La formula ordinaria del campionato prevedeva due gironi da 12 squadre ciascuno (nel 1923, invece, furono tre), gestiti da un apposito organismo, la Lega Nord.  Le vincitrici si sarebbero sfidate in una finale in andata e ritorno per determinare il Campione settentrionale. Al Sud invece il meccanismo continuava uguale a come era organizzato nell'ambito della defunta Prima Categoria, cioè con campionati locali, gestiti dai Comitati Regionali, ora però riuniti sotto un organismo più ampio denominato Lega Sud. Una finalissima avrebbe poi messo di fronte i vincitori del Nord con quelli del Sud al fine di assegnare il titolo di Campione d'Italia.

### Retrocessioni
Nella maggior parte delle edizioni la squadra ultima classificata di ciascun girone di Lega Nord scendeva l'anno successivo direttamente in Seconda Divisione. Eccedettero alla regola le stagioni 1922 (nella quale gli stessi club si auto-votarono una regola per cui le ultime classificate settentrionali disputavano qualificazioni salvezza contro le migliori compagini di Seconda Divisione) e 1923 (con quattro retrocessioni dirette nei gironi Nord). Nel 1924, inoltre, furono le penultime classificate a disputare dei play-out, mentre nel 1925, a causa dell'iscrizione in sovrannumero del Mantova, uno dei due gironi fu eccezionalmente a 13 squadre, per cui si stabilì che anche la penultima classificata di questo raggruppamento sarebbe retrocessa.
Un vago meccanismo relegatorio, seppure più instabile a causa delle continue fusioni e soppressioni di società in dissesto sportivo e finanziario, era in vigore nei campionati regionali del Sud, anche se qui, non essendo stato ancora stabilito pienamente il titolo sportivo, ci si poteva iscrivere ancora alle categorie in maniera parzialmente libera a seconda delle proprie capacità finanziarie.

### Fondatori della Lega Nord
| Club           | Apparizioni in Prima Divisione | Apparizioni in Seconda Divisione | Uscita dalla Lega |
| -------------- | ------------------------------ | -------------------------------- | ----------------- |
| Alessandria    | 5                              | -                                | -                 |
| Andrea Doria   | 5                              | -                                | -                 |
| Brescia        | 5                              | -                                | -                 |
| Bologna        | 5                              | -                                | -                 |
| Casale         | 5                              | -                                | -                 |
| Genoa          | 5                              | -                                | -                 |
| Internazionale | 5                              | -                                | -                 |
| Juventus       | 5                              | -                                | -                 |
| Legnano        | 5                              | -                                | -                 |
| Livorno        | 5                              | -                                | -                 |
| Mantova        | 4                              | 1                                | -                 |
| Milan          | 5                              | -                                | -                 |
| US Milanese    | 2                              | 3                                | -                 |
| Modena         | 5                              | -                                | -                 |
| Novara         | 5                              | -                                | -                 |
| Padova         | 5                              | -                                | -                 |
| Pisa           | 5                              | -                                | -                 |
| Pro Vercelli   | 5                              | -                                | -                 |
| Savona         | 2                              | 3                                | -                 |
| Spezia         | 4                              | 1                                | -                 |
| Torino         | 5                              | -                                | -                 |
| Venezia        | 1                              | 4                                | -                 |
| Verona         | 5                              | -                                | -                 |
| Vicenza        | 1                              | 3                                | lasciata nel 1923 |

### Confluenti dalla FIGC
| Club            | Apparizioni in Prima Divisione | Apparizioni in Seconda Divisione | Uscita dalla Lega |
| --------------- | ------------------------------ | -------------------------------- | ----------------- |
| Cremonese       | 4                              | -                                | -                 |
| Esperia Como    | 1                              | 2                                | lasciata nel 1925 |
| Lucchese        | 1                              | 3                                | -                 |
| Novese          | 2                              | 2                                | *                 |
| Pastore Torino  | 1                              | 1                                | lasciata nel 1924 |
| Petrarca Padova | 1                              | 3                                | *                 |
| Rivarolese      | 1                              | 3                                | *                 |
| Sampierdarenese | 4                              | -                                | -                 |
| Spal            | 1                              | 3                                | -                 |
| Speranza Savona | 1                              | 3                                | -                 |
| US Torinese     | 1                              | 1                                | lasciata nel 1924 |
| Udinese         | 2                              | 2                                | -                 |
| Virtus Bologna  | 2                              | 1                                | lasciata nel 1925 |

### Membri per promozione
| Club                  | Apparizioni in Prima Divisione | Apparizioni in Seconda Divisione | Uscita dalla Lega |
| --------------------- | ------------------------------ | -------------------------------- | ----------------- |
| Derthona (dalla CCI)  | 2                              | 2                                | -                 |
| Reggiana (dalla FIGC) | 2                              | 2                                | -                 |
| Parma (dalla FIGC)    | 1                              | 3                                | -                 |

## Vincitori
Questa è la lista delle squadre vincitrici della Prima Divisione nel periodo in cui essa era la massima serie:
- 1921-1922:  Pro Vercelli
- 1922-1923:  Genoa
- 1923-1924:  Genoa
- 1924-1925:  Bologna
- 1925-1926:  Juventus

## Il declassamento del torneo

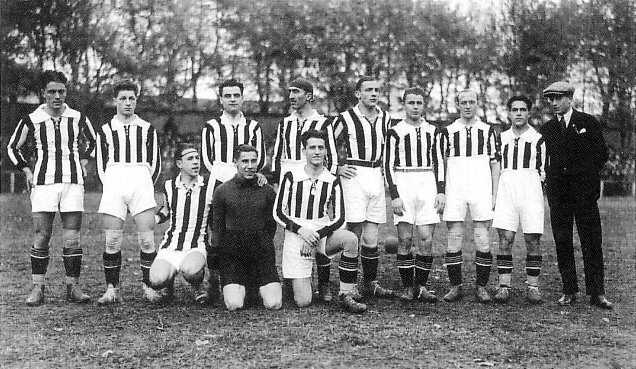
La Juventus vincitrice del campionato di Prima Divisione 1925-1926, l'ultimo giocato al massimo livello italiano.

I fasti della Prima Divisione furono di breve durata. Il suo meccanismo era già in origine concepito come una fase di passaggio verso l'istituzione di un campionato nazionale e a girone unico come avveniva da decenni in Inghilterra. Fu così che nel 1926 le sue migliori società furono promosse in un neo-costituito torneo, la Divisione Nazionale, finalmente unificato fra Nord e Sud. La Prima Divisione formalmente continuò ad essere disputata, ma era ora ridotta, senza più lo scudetto in palio, a rappresentare il secondo livello del campionato italiano.
Una volta divenuta la serie cadetta del calcio tricolore, la Prima Divisione mantenne ancora una finale a livello nazionale ma, seppure la competizione fosse gestita dal nuovo Direttorio Divisioni Superiori come accadeva alla massima categoria, il torneo non si strutturò più su gironi nazionali come in precedenza, ma assunse un format basato su quattro gironi interregionali improntati su criteri geografici di vicinanza, esattamente come accadeva in precedenza per la Seconda Divisione. Le vincenti di ognuno dei quattro gironi sarebbero state promosse in Divisione Nazionale.
Con il trascorrere degli anni poi fu ulteriormente declassata, a causa della progressiva suddivisione del livello superiore, la Divisione Nazionale, in più serie. Nel 1928, infatti, la FIGC stabilì che il campionato di massima serie, la Divisione Nazionale, si sarebbe sdoppiata in due serie a girone unico: la Divisione Nazionale Serie A (o semplicemente Serie A) e la Divisione Nazionale Serie B (o semplicemente Serie B). Conseguenza di questa riforma fu che la Prima Divisione fu ulteriormente declassata rappresentando il terzo livello a partire dal 1929: la Prima Divisione avrebbe continuato a mettere in palio tre o quattro promozioni nella Divisione Nazionale della stagione successiva, ma non più nella massima serie (Serie A), bensì in Serie B. Vennero inoltre ampliati i gironi aumentando le domeniche di gara, aumentando gli organici fini a poter ricomprendere tanti club quanti afferivano alla Lega Nord prima delle riforme del 1926. Quando poi la FIGC nel 1934 stabilì di istituire il campionato di Divisione Nazionale Serie C (o semplicemente Serie C) a partire dalla stagione 1935-1936, la Prima Divisione fu ulteriormente declassata: le migliori sei classificate di ogni girone di Prima Divisione 1934-1935 si qualificarono al nuovo campionato di Divisione Nazionale Serie C, mentre le rimanenti squadre andarono a costituire la nuova Prima Divisione, che non solo venne declassata a quarto livello, ma perse anche il carattere di campionato interregionale/nazionale (era fino ad allora gestita dal D.D.S., la stessa lega che gestiva i campionati di Serie A e Serie B), venendo affidata, da allora in poi, alla gestione dei Comitati Regionali. I campionati regionali di Prima Divisione (gestiti dai Direttori di Zona) continuavano ancora a mettere in palio delle promozioni in Divisione Nazionale, ma non più in Serie B, bensì in Serie C. Negli anni successivi fu ulteriormente declassata, rappresentando il quinto livello dal 1948 (a causa dell'istituzione del campionato interregionale di Promozione tra la Serie C e la Prima Divisione) e il sesto livello dal 1952 con la nascita della IV Serie e della Promozione.
Fu infine definitivamente abolita nel 1959 con la riforma che portò alla creazione delle tre categorie dilettantistiche regionali.
Dal 2008 al 2014, il terzo livello professionistico del campionato italiano di calcio venne chiamato Lega Pro Prima Divisione.